# ويل ديفيس (لاعب كرة قدم أمريكية أمريكي)
ويل ديفيس (بالإنجليزية: Will Davis)‏ هو لاعب كرة قدم أمريكية أمريكي، ولد في 2 يونيو 1986 في غرينبيلت في الولايات المتحدة.

## وصلات خارجية
- ويل ديفيس على موقع مرجع كرة القدم المحترفة.كوم (الإنجليزية)